# Tunnel de Malpas
Der Tunnel de Malpas (zu Deutsch ‚Tunnel von Malpas‘) ist ein 165 Meter langer Tunnel, durch den der Canal du Midi hindurchfließt. Er befindet sich in Südfrankreich zwischen Narbonne und Béziers.

## Baugeschichte
Der Canal du Midi verbindet die schiffbare Garonne und damit den Atlantik mit dem französischen Mittelmeer bei Sète. Der Bau begann 1667 unter der Leitung von Pierre-Paul Riquet. Er wurde in mehreren Abschnitten erstellt. Einer davon arbeitete sich von der Seuil de Naurouze nach Osten Richtung Béziers voran. 1679 fehlten nur noch etwa zehn Kilometer bis Béziers. Auf der vorgesehenen Trasse dorthin befand sich jedoch der „colline de Malpas“ (auf Deutsch etwa: Hügel der schlechten Passage). Während die höchste Stelle des Höhenzugs, wo sich das Oppidum d’Ensérune befindet, 112 Meter erreicht, ist er dort, wo der Tunnel durchsticht, noch etwa 50 Meter hoch.
Um eine weite und kostspielige Umgehung zu bauen, fehlte sowohl die Zeit als auch das Geld. Riquet ließ daher erste Probegrabungen für einen Tunnel durchführen. Diese führten einen brüchigen Untergrund zu Tage. Riquets Widersacher beeilten sich, diese Probleme dem Finanzminister des Königs, Jean-Baptiste Colbert zuzutragen, der für einen großen Teil der Kanal-Finanzierung zuständig war. Colbert ordnete daraufhin einen Baustopp an. Riquet jedoch stellte ein Team von Männern zusammen, denen er vertraute, und ließ die Grabungsarbeiten heimlich weiter laufen. Eile war angezeigt, um vollendete Tatsache schaffen zu können, bevor die Grabungen bekannt wurden.
Teil des Teams war François Pascal, ein Steinmetz aus dem nahen Dorf Nissan. Er war verantwortlich für die Wartung des unterirdischen Entwässerungstunnels des Étang de Montady. Dieser Entwässerungstunnel aus dem 13. Jahrhundert läuft ebenfalls durch den colline de Malpas, 16 Meter unterhalb des Canal du Midi. Pascale kannte daher die Beschaffenheit des Gesteins und war sich sicher, dass ein neuer Tunnel nicht kollabieren würde.
Ein erster Tunneldurchbruch wurde innerhalb einer Woche gegraben. Angesichts des erfolgreichen Durchstichs willigte Colbert in die Fertigstellung der noch fehlenden Kanalteile ein und die Arbeiten konnten fortgesetzt werden.
Mit der Flutung des Kanals 1681 war der Tunnel de Malpas der weltweit erste, der für den Schiffsverkehr in Betrieb genommen wurde.

## Beschreibung
Der Tunnel ist 165 Meter lang. Die Gewölbedecke liegt 8 Meter über dem Wasserspiegel. Mehrere Stützbögen stabilisieren das Gewölbe.

Ansichten des Tunnel de Malpas
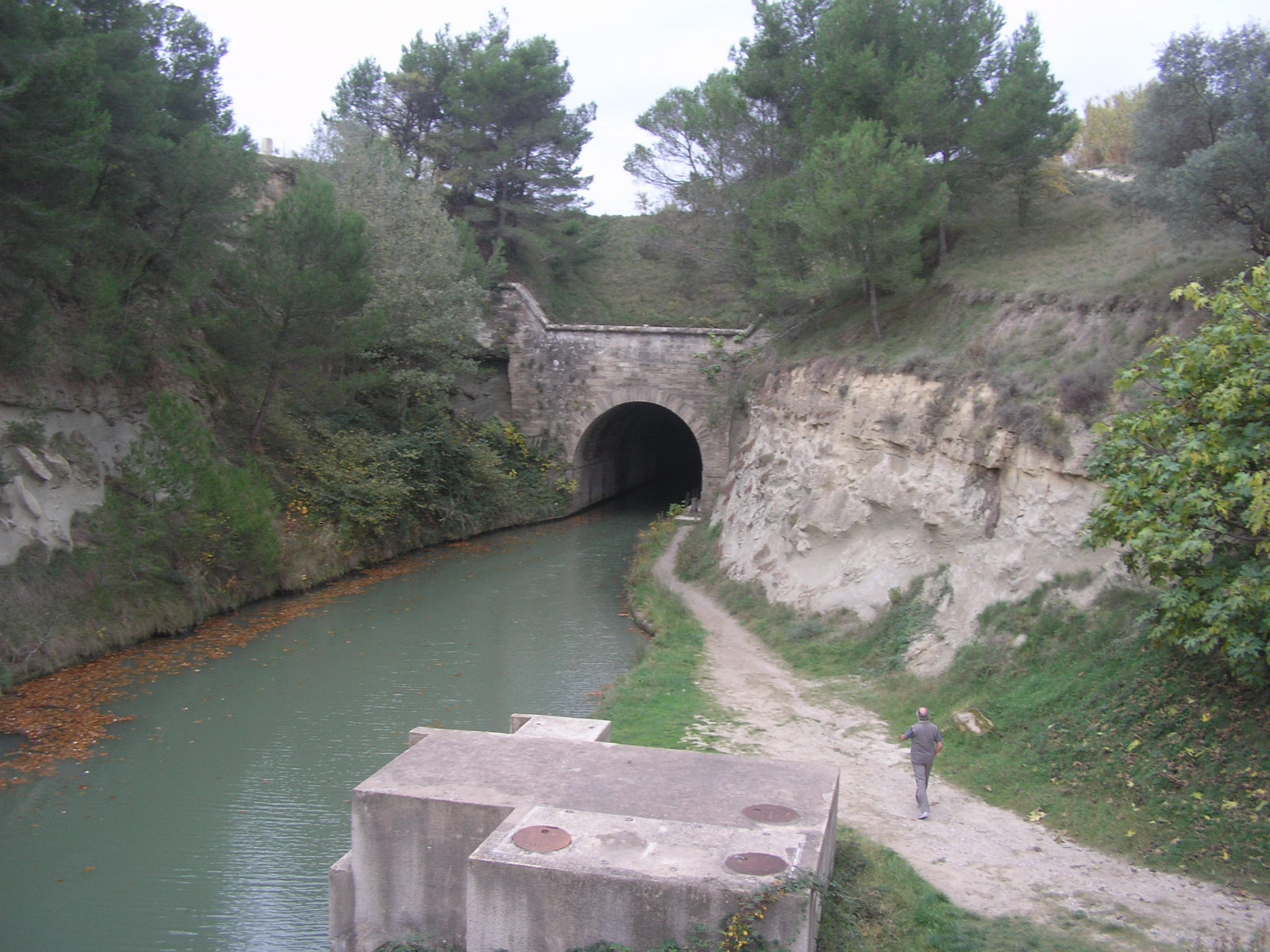
Nordostende, 2006
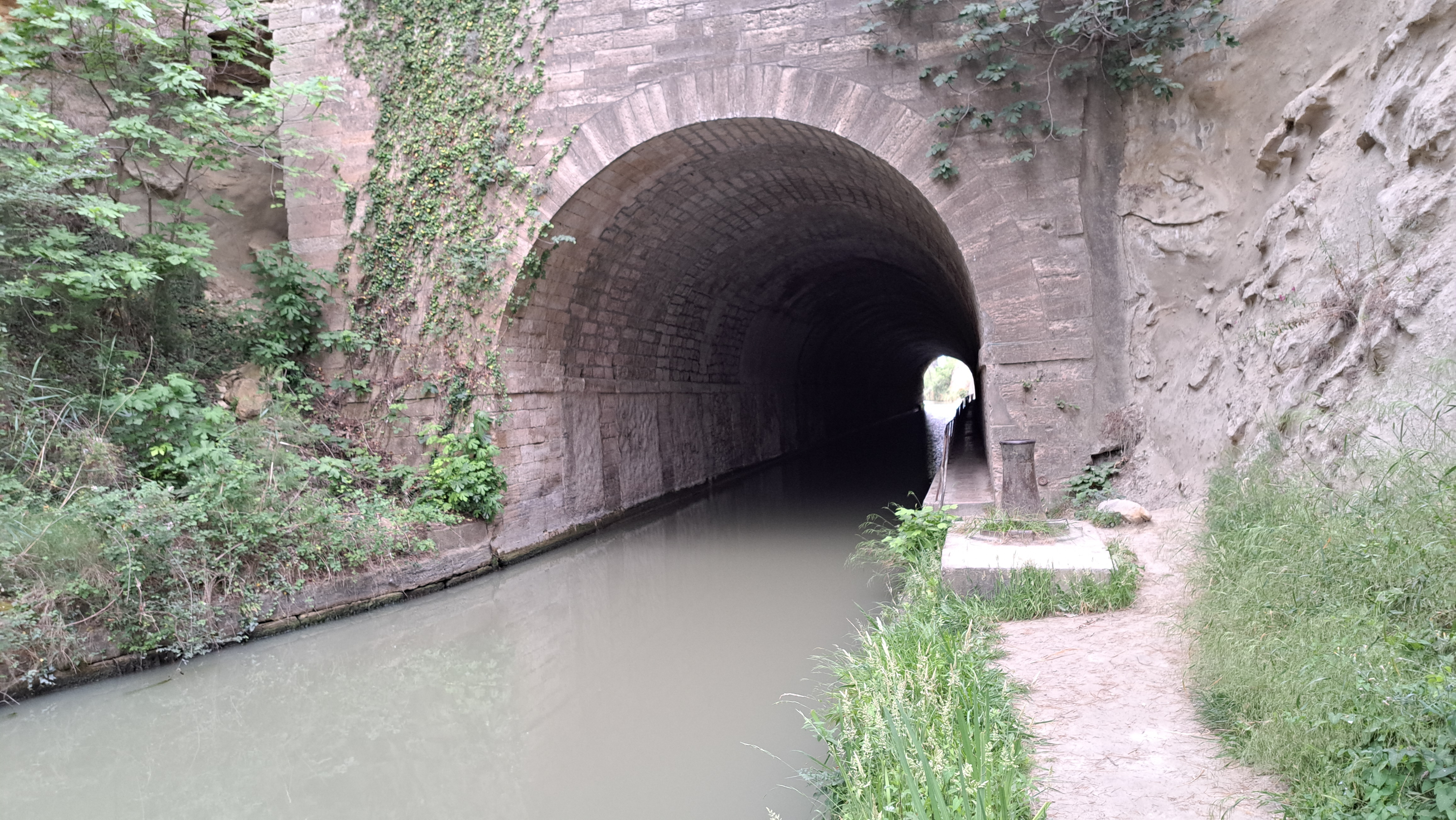
Nordostende aus der Nähe, 2024
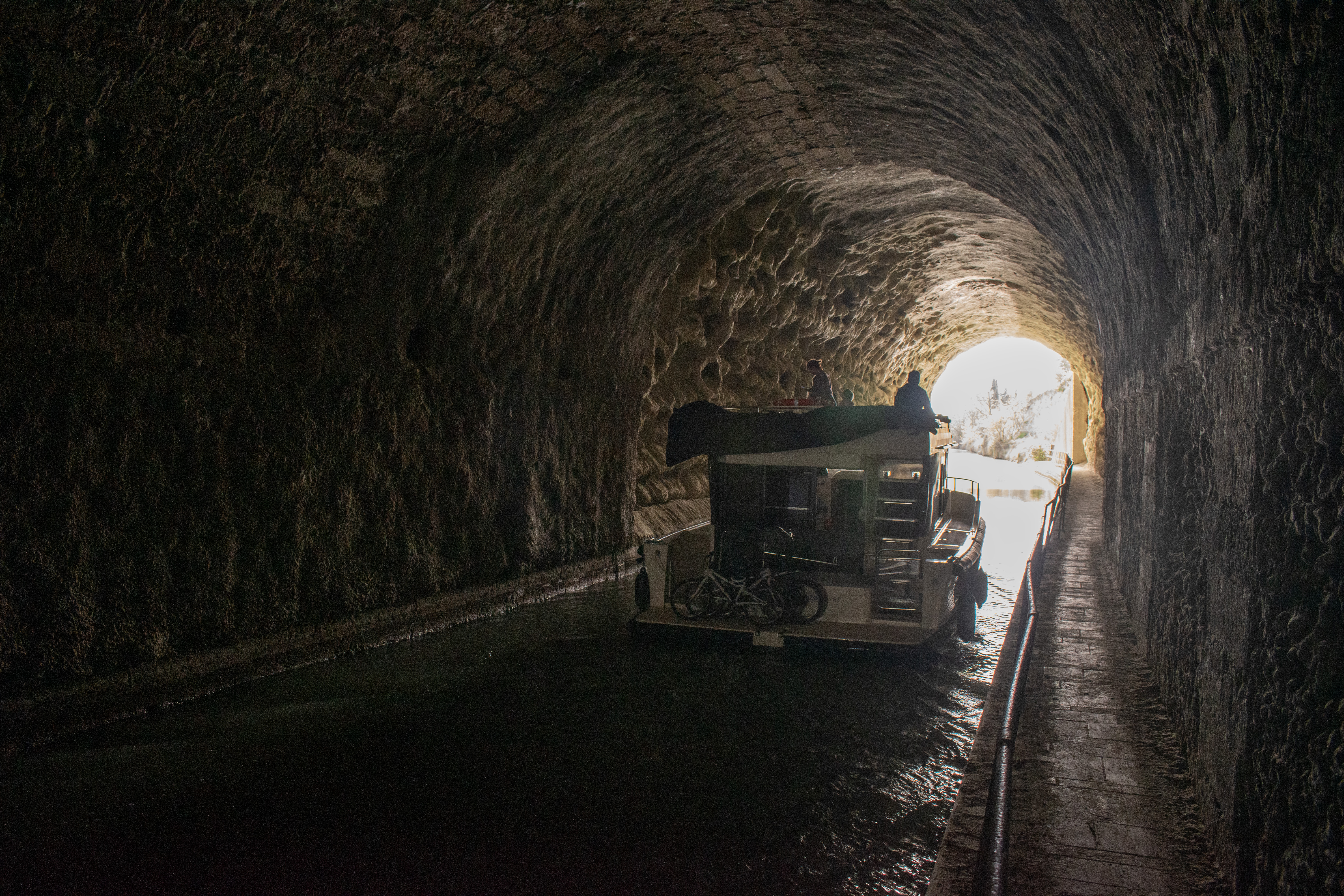
Blick aus dem Tunnel Richtung Südwestausfahrt
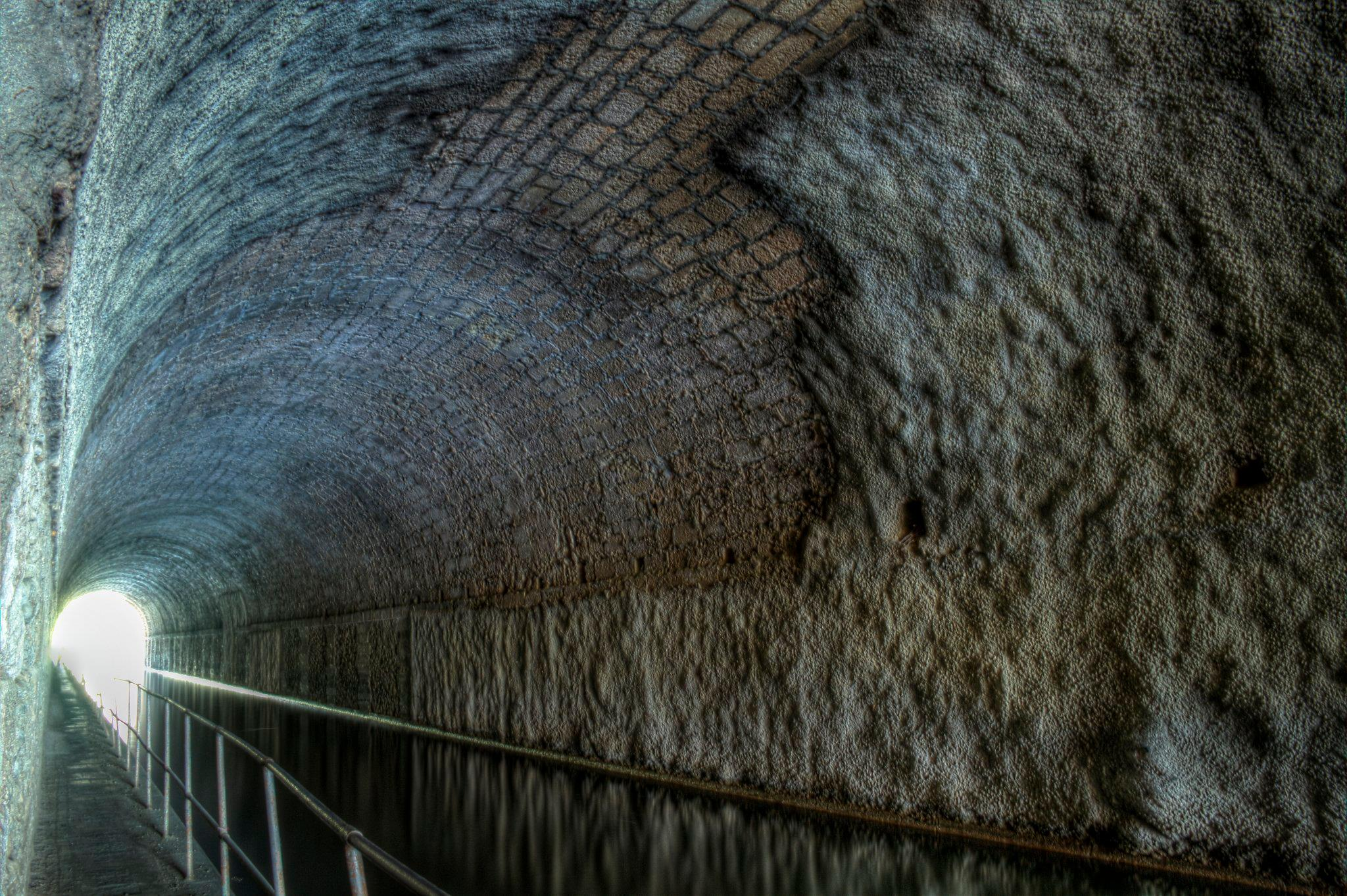
Blick aus dem Tunnel Richtung Nordostausfahrt
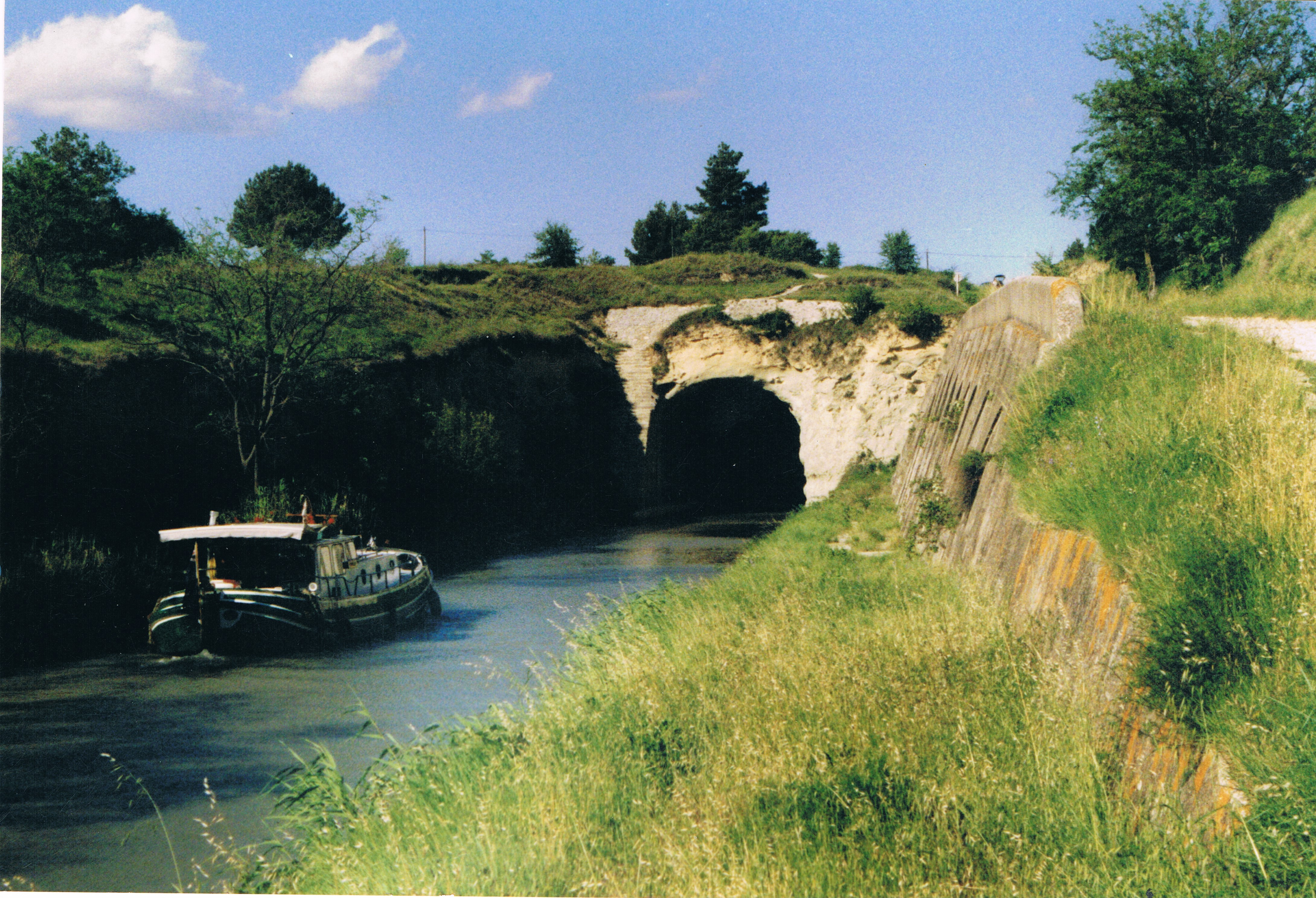
Südwestende
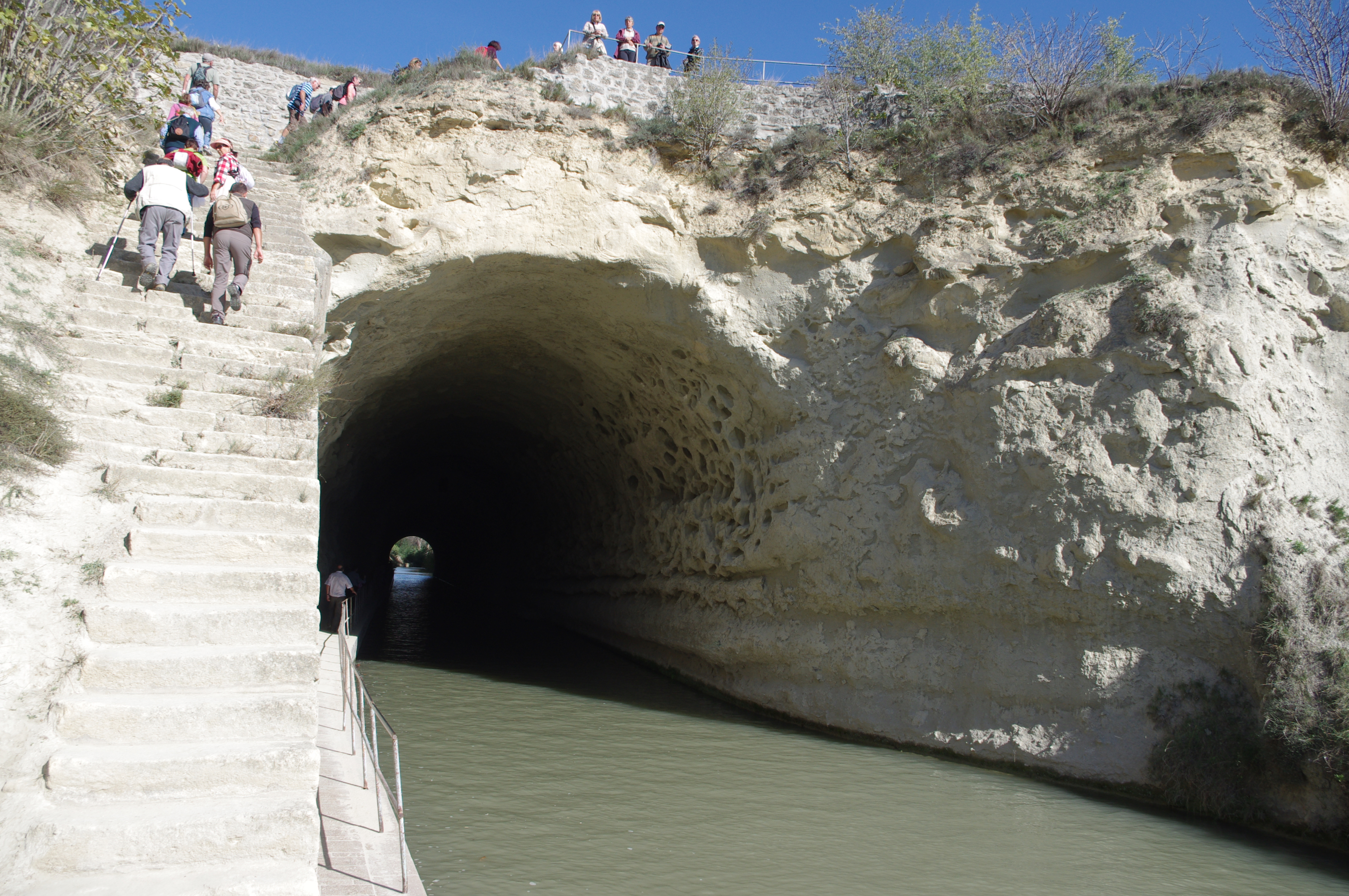
Südwestende aus der Nähe

## Der Colline de Malpas, seine Tunnel und Verkehrswege
Auf und in dem Hügel überschneiden sich mehrere Wege und Wasserwege. Der kleine Höhenzug wurde in Texten des 17. Jahrhunderts als „La Montagne du Malpas“ bezeichnet. Bereits die Römer bauten über den Pass mit 50 Metern Höhe 118 v. Chr. die Via Domitia. Heute führen nur kleine Straßen von lokaler Bedeutung über den Hügel. Im Hügel gibt es drei sich überschneidende Tunnel.
Der älteste und am tiefsten liegende ist der 1364 Meter lange Entwässerungskanal des Étang de Montady, der von 1250 bis 1270 angelegt wurde. Am weitesten oben ist der Tunnel für den Canal du Midi und zwischen diesen beiden befindet sich ein 504 Meter langer, im 19. Jahrhundert angelegter Eisenbahntunnel der Bahnstrecke Bordeaux–Sète.